# Václav Cílek
Václav Cílek (ur. 11 maja 1955 w Brnie) – czeski geolog, klimatolog i filozof. Zajmuje się oscylacjami klimatycznymi i rozwojem czeskiego krajobrazu. Jest autorem artykułów popularyzatorskich. Tworzy także przekłady tekstów filozoficznych. 
Za swoje dwie książki, Krajiny vnitřní a vnější i Makom: Kniha míst, otrzymał w 2004 roku nagrodę Toma Stopparda. 